# Římskokatolická farnost Práče
Římskokatolická farnost Práče je územní společenství římských katolíků s farním kostelem Neposkvrněného početí Panny Marie v obci Práče v moravskokrumlovském děkanství.

## Historie farnosti
První zmínka o obci je z 25. října 1190, kdy kníže Konrád Ota daroval Louckému klášteru lán v Pračicích. Středověk pak, podobně jako u ostatních obcí, byl ve znamení častých změn vlastníků. Práčští např. odmítali odvádět desátek prosiměřickému faráři, spor byl vyřešen až rozsudkem soudu dne 8. února 1373. O necelé století později (1464) měli zase s prokazováním svého vlastnictví v Práčích problémy augustiniáni brněnští.

## Duchovní správci
Od 1. července 2007 byl administrátorem excurrendo R. D. Jindřich Čoupek z Přímětic. Jde o člena farního týmu FATYM.
FATYM Přímětice-Bítov je společenství katolických kněží, jáhnů a jejich dalších spolupracovníků. Působí v brněnské diecézi od roku 1996. Jedná se o společnou správu několika kněží nad větším množstvím farností za spolupráce laiků. Mimo to, že se FATYM stará o svěřené farnosti, snaží se jeho členové podle svých sil vypomáhat v různých oblastech pastorace v Česku.
Od 23. prosince 2022 je administrátorem excurrendo farnosti P. Jan Sokulski, C.Ss.R. z Tasovic ve znojemském děkanství.

## Bohoslužby
| Kostel                            | Místo | Bohoslužba (den) | Hodina | Poznámka     |
| --------------------------------- | ----- | ---------------- | ------ | ------------ |
| Neposkvrněného početí Panny Marie | Práče | neděle           | 9.30   | farní kostel |

## Aktivity ve farnosti
Dnem vzájemných modliteb farností za bohoslovce a bohoslovců za farnosti brněnské diecéze je 24. březen. Adorační den připadá na 31. května.
Ve farnosti se pravidelně koná tříkrálová sbírka. V roce 2017 se při ní vybralo 23 324 korun.
FATYM vydává čtyřikrát do roka společný farní zpravodaj (velikonoční, prázdninový, dušičkový a vánoční) pro farnosti Vranov nad Dyjí, Přímětice, Bítov, Olbramkostel, Starý Petřín, Štítary na Moravě, Chvalatice, Stálky, Lančov, Horní Břečkov, Prosiměřice, Vratěnín, Citonice, Šafov, Korolupy, Těšetice, Lubnice, Lukov, Práče a Vratěnín. 